# Dom przy ul. Słowackiego 1 w Piotrkowie Trybunalskim
Dom przy ul. Słowackiego 1 – zabytkowa kamienica z XIX wieku, położona w Piotrkowie Trybunalskim przy ul. Słowackiego 1.
Dom położony jest na rogu ul. Słowackiego i Placu Kościuszki, naprzeciw kościoła Podwyższenia Krzyża Świętego. Został wybudowany w XIX wieku. Dwupiętrowy budynek posiada cechy architektury klasycystycznej. Elewacja między parterem a pierwszym piętrem podzielona jest gzymsem. Elewacja pierwszego i drugiego piętra ozdobiona jest pionowymi pilastrami. Otwory okienne mają proste zdobienia.
Budynek wpisany jest do rejestru zabytków pod numerem 677 z 14.09.1967. Znajduje się też w gminnej ewidencji zabytków miasta Piotrkowa Trybunalskiego.
W budynku znajduje się m.in. księgarnia.

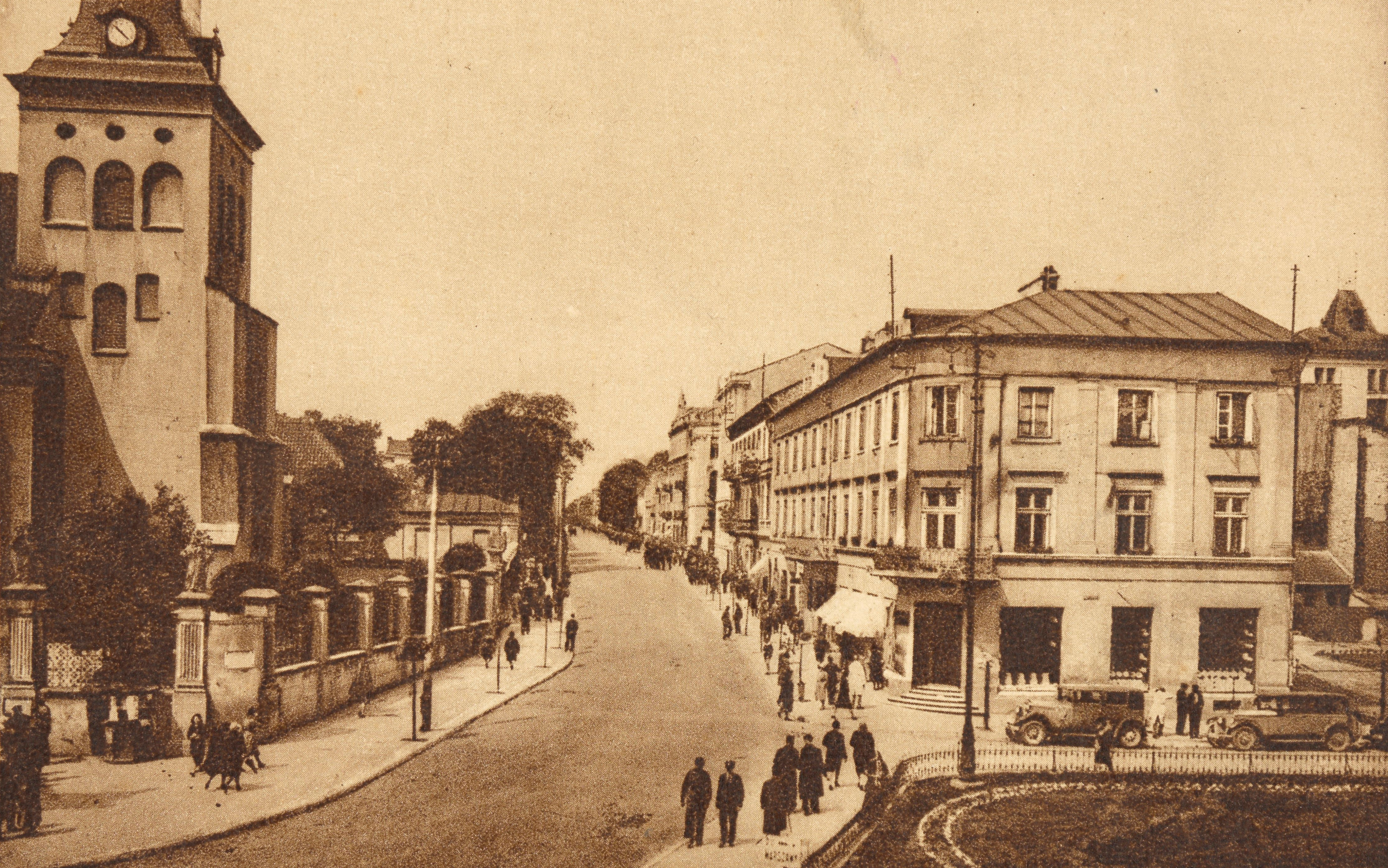
Po prawej kamienica na pocztówce z około 1933